# Am I Dreaming
«Am I Dreaming» es una canción del productor discográfico estadounidense Metro Boomin, el rapero estadounidense A$AP Rocky y la cantante estadounidense Roisee. Fue lanzada a través de Boominati Worldwide y Republic Records como la segunda pista del primer álbum de la banda sonora de Metro, que fue para la película Spider-Man: Across the Spider-Verse, el 2 de junio de 2023. Los tres artistas escribieron la canción junto a Mike Dean, Peter Lee Johnson y Scriptplugg, quienes lo produjeron con Metro.

## Posicionamiento en las listas
| Chart (2023)                           | Peak position |
| -------------------------------------- | ------------- |
| Australia (ARIA)                       | 20            |
| Hip Hop/R&B (ARIA)                     | 10            |
| Canadá (Canadian Hot 100)              | 28            |
| (SNEP)                                 | 131           |
| Global 200 (Billboard)                 | 34            |
| India International Singles (IMI)      | 13            |
| Irlanda (IRMA)                         | 49            |
| Nueva Zelanda (Recorded Music NZ)      | 16            |
| Portugal (AFP)                         | 184           |
| (RIAS)                                 | 15            |
| Eslovaquia (Singles Digitál Top 100)   | 57            |
| Reino Unido (UK Singles Chart)         | 51            |
| Reino Unido (UK R&B Chart)             | 24            |
| Estados Unidos (Billboard Hot 100)     | 51            |
| Estados Unidos (Hot R&B/Hip-Hop Songs) | 15            |